# 梭溫

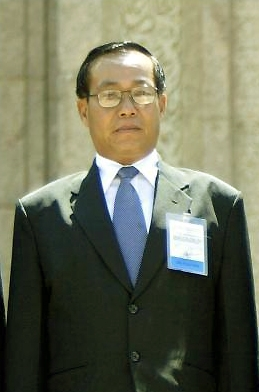
梭溫

梭溫（1947年6月14日—2007年10月12日），緬甸前總理。

## 政治生涯
自2004年起担任緬甸總理，由軍政府最高領導人丹瑞委任，據報導，他與丹瑞關係密切。在打壓政改訴求方面的手段，梭溫比前一任總理欽紐更為強硬，2006年他曾公開說：「我們的國家和平與發展委員會不單止不會與全國民主聯盟對話，並且永不交權予民主同盟。」相關言論使緬甸僧侶義憤填膺，間接促成2007年緬甸反軍政府示威。

## 患病逝世
2007年5月17日，他以健康原因去职，並转往新加坡综合医院接受治疗，其总理职務由缅甸国家和平与发展委员会秘书长登盛中将代理。梭温被诊断患有白血病，2007年10月12日17时30分在仰光敏加拉洞第二军医院逝世，终年60岁。